# Marvejols
Marvejols (prononcé [maʁvəʒɔl] ; en occitan Maruèjol) est une commune française située dans l'ouest du département de la Lozère, en région Occitanie.
Exposée à un climat de montagne, elle est drainée par la Colagne, le Piou, le ruisseau de Merdaric, le ruisseau du Coulagnet, la Jourdane, le ruisseau de Chanteperdrix et divers autres petits cours d'eau. La commune possède un patrimoine naturel remarquable composé d'une zone naturelle d'intérêt écologique, faunistique et floristique.
Marvejols est une commune rurale qui compte 4 752 habitants en 2022. Elle est la ville-centre de l'agglomération de Marvejols et fait partie de l'aire d'attraction de Marvejols. Ses habitants sont appelés les Marvejolais ou  Marvejolaises.
Sous le règne de Henri IV, Marvejols était une ville royale et la capitale du Gévaudan.

## Géographie

### Localisation
Marvejols est une commune du Massif central sur la Colagne à sa confluence avec le Coulagnet. Elle est située au carrefour de trois régions naturelles distinctes : la montagne de la Boulaine au nord-est (qui peut se rattacher à la Margeride), l'Aubrac au nord-ouest et les Grands Causses au sud. La ville est d'ailleurs dominée au sud-est par le truc du Midi qui constitue une avancée vers le nord de la région des Causses (butte-témoin). L'agglomération s'est développée dans une large vallée encadrée par deux plateaux (Poujoulet à l'est et Lachamp à l'ouest).

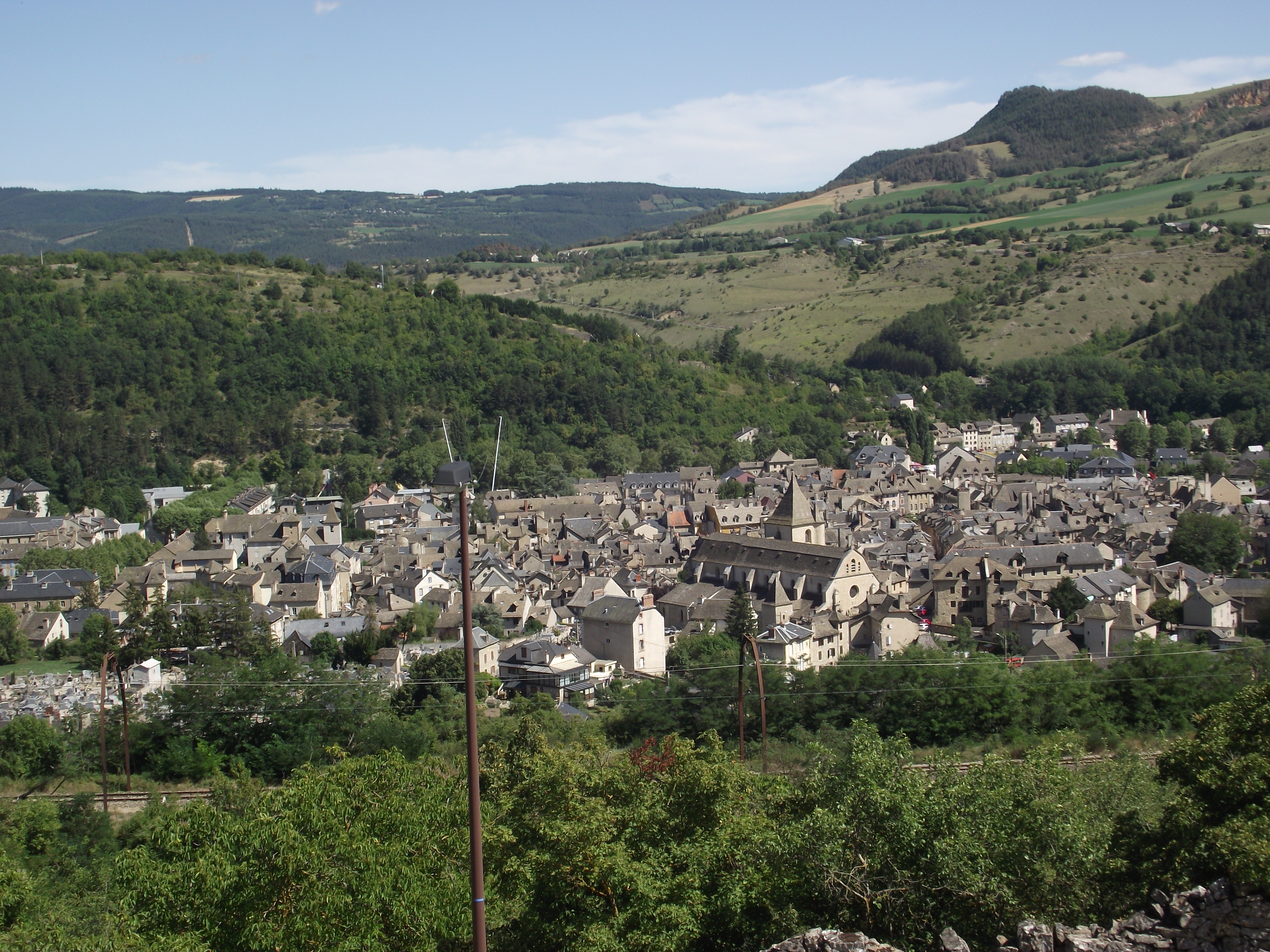
Vue générale de la ville depuis le plateau de Lachamp.
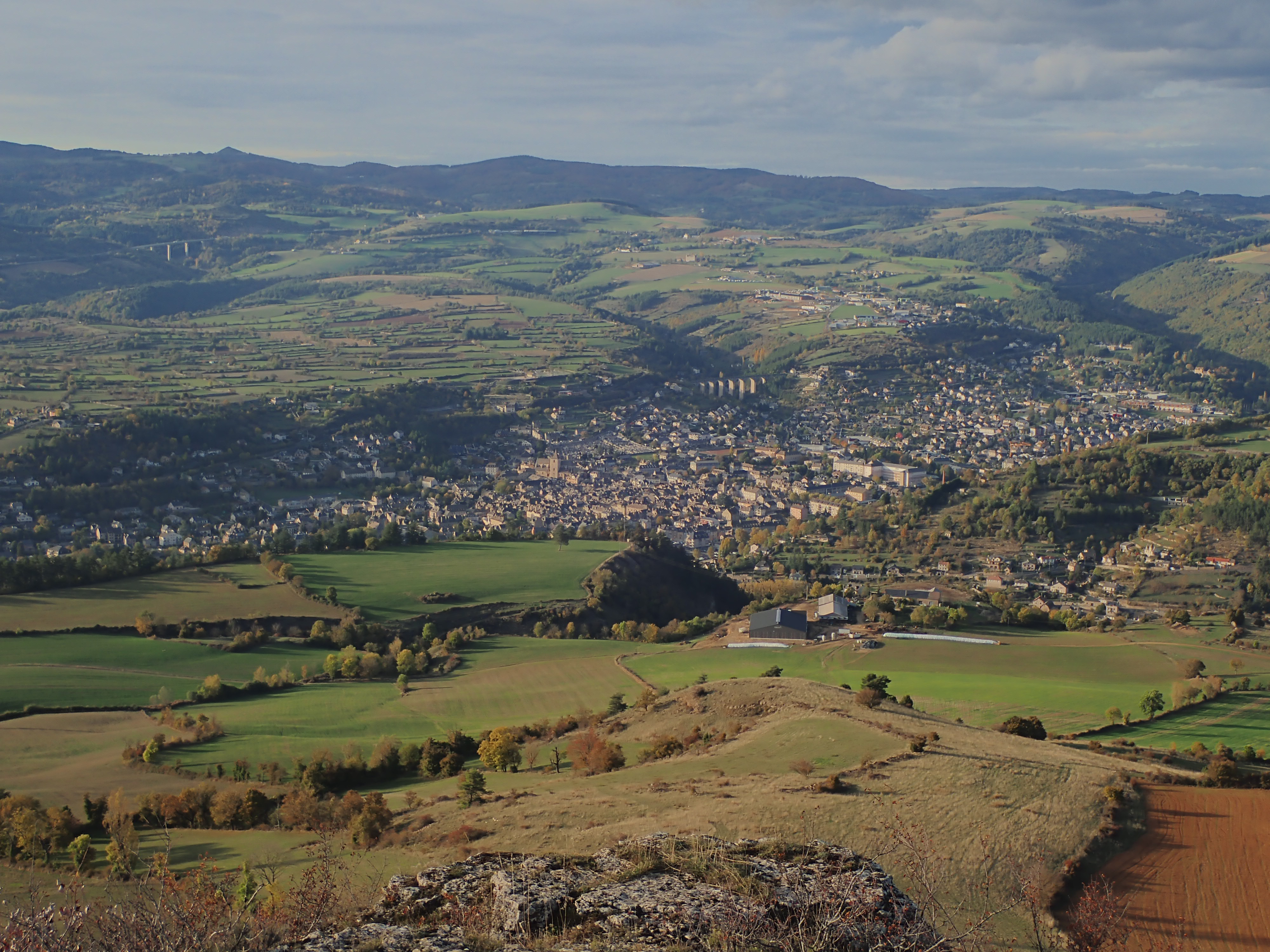
La ville vue du sommet ouest du truc du Midi.
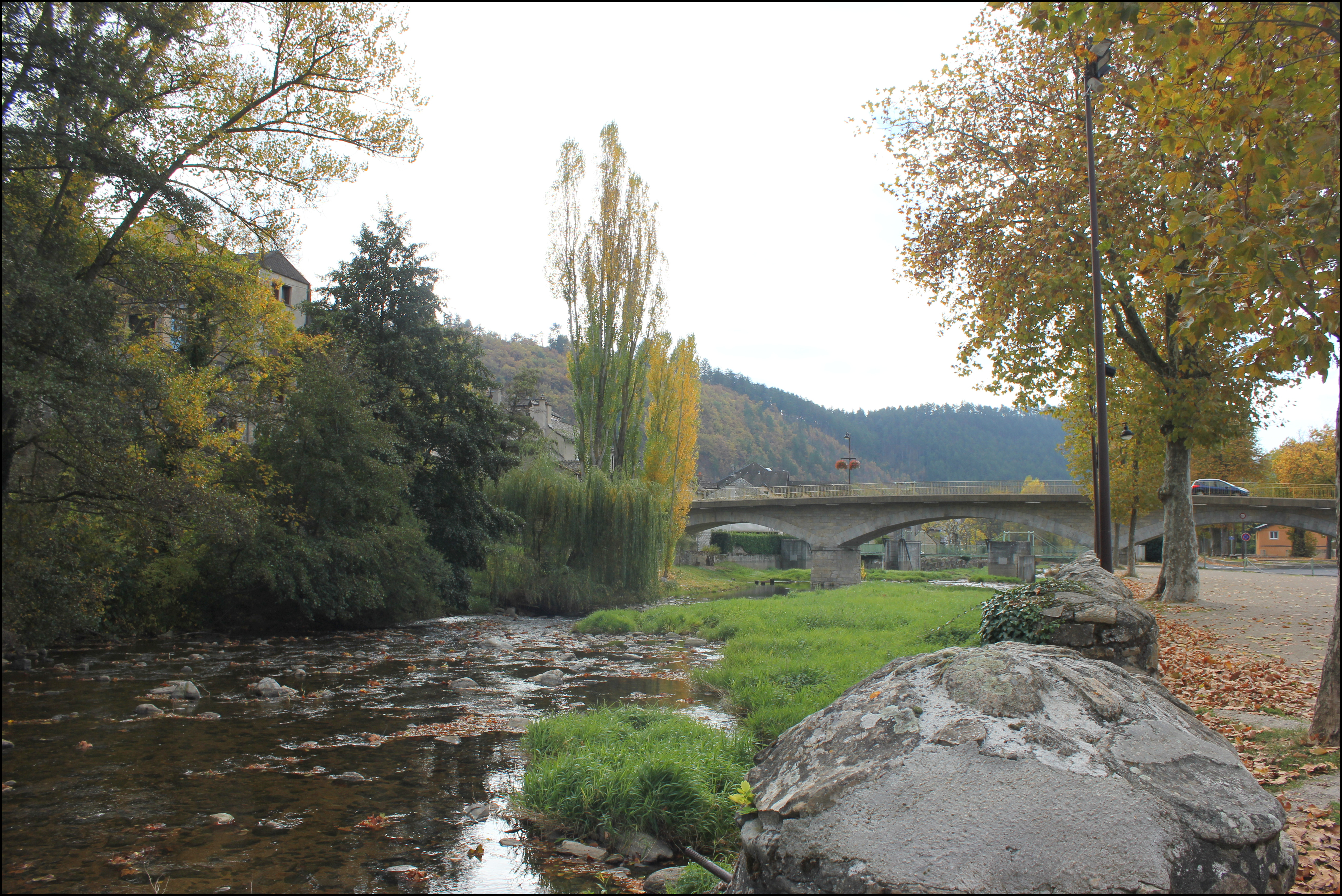
La Colagne.

Les communes limitrophes sont Saint-Léger-de-Peyre, Montrodat, Palhers, Antrenas et Bourgs sur Colagne.
| Antrenas           | Saint-Léger-de-Peyre |           |
| Bourgs sur Colagne | Marvejols            | Montrodat |
|                    | Palhers              |           |

Les villes moyennes à proximité de Marvejols sont Mende à 30 minutes de route, Millau et Saint-Flour à 45 minutes, Rodez à 1h et Le Puy-en-Velay à 1h30[réf. nécessaire].
D'autres villes plus importantes comme Clermont-Ferrand, Montpellier ou Albi se trouvent à moins de deux heures de Marvejols, Nîmes et Saint-Étienne à 2 h 30 et enfin Lyon et Toulouse à 3 heures.
Par l'autoroute, Marvejols est reliée à Paris, Barcelone et Genève en 5 h.
Enfin l'aéroport international le plus proche, celui de Montpellier, se trouve à moins de 2 heures de route.

### Climat
Le climat qui caractérise la commune est qualifié, en 2010, de « climat des marges montagnardes », selon la typologie des climats de la France qui compte alors huit grands types de climats en métropole. En 2020, la commune ressort du type « climat de montagne » dans la classification établie par Météo-France, qui ne compte désormais, en première approche, que cinq grands types de climats en métropole. Pour ce type de climat, la température décroît rapidement en fonction de l'altitude. On observe une nébulosité minimale en hiver et maximale en été. Les vents et les précipitations varient notablement selon le lieu.
Les paramètres climatiques qui ont permis d’établir la typologie de 2010 comportent six variables pour les températures et huit pour les précipitations, dont les valeurs correspondent à la normale 1971-2000. Les sept principales variables caractérisant la commune sont présentées dans l'encadré suivant.
| Paramètres climatiques communaux sur la période 1971-2000 - Moyenne annuelle de température : 10,5 °C - Nombre de jours avec une température inférieure à −5 °C : 6,3 j - Nombre de jours avec une température supérieure à 30 °C : 5,9 j - Amplitude thermique annuelle : 16,6 °C - Cumuls annuels de précipitation : 1 049 mm - Nombre de jours de précipitation en janvier : 10,8 j - Nombre de jours de précipitation en juillet : 5,4 j |

Avec le changement climatique, ces variables ont évolué. Une étude réalisée en 2014 par la Direction générale de l'Énergie et du Climat complétée par des études régionales prévoit en effet que la  température moyenne devrait croître et la pluviométrie moyenne baisser, avec toutefois de fortes variations régionales. Ces changements peuvent être constatés sur la station météorologique de Météo-France la plus proche, « Deux-Verg », sur la commune de Deux-Verges, mise en service en 1980 et qui se trouve à 35 km à vol d'oiseau,, où la température moyenne annuelle est de 7,4 °C et la hauteur de précipitations de 1 036,1 mm pour la période 1981-2010.
Sur la station météorologique historique la plus proche, « Millau », sur la commune de Millau, dans le département de l'Aveyron, mise en service en 1964 et à 53 km, la température moyenne annuelle évolue de 10,7 °C pour la période 1971-2000, à 10,9 °C pour 1981-2010, puis à 11,3 °C pour 1991-2020.
| Mois                                             | jan.         | fév.         | mars        | avril      | mai          | juin       | jui.         | août         | sep.       | oct.         | nov.         | déc.          | année     |
| ------------------------------------------------ | ------------ | ------------ | ----------- | ---------- | ------------ | ---------- | ------------ | ------------ | ---------- | ------------ | ------------ | ------------- | --------- |
| Température minimale moyenne (°C)                | −1,6         | −1,9         | 0,6         | 2,7        | 6,1          | 9,6        | 11,6         | 11,4         | 8,3        | 5,7          | 1,9          | −0,8          | 4,5       |
| Température moyenne (°C)                         | 2,3          | 2,8          | 6,1         | 8,6        | 12,6         | 16,6       | 19,1         | 18,9         | 14,7       | 10,8         | 5,9          | 3             | 10,1      |
| Température maximale moyenne (°C)                | 6,2          | 7,6          | 11,6        | 14,6       | 19           | 23,5       | 26,7         | 26,4         | 21,2       | 15,8         | 10           | 6,9           | 15,8      |
| Record de froid (°C) date du record              | −21 16.1985  | −17 05.2012  | −15 01.2005 | −8 08.2021 | −3 07.2019   | −1 04.1984 | 3,5 03.1996  | 0,5 30.1986  | −1 29.1993 | −7 26.2003   | −11 18.2007  | −17,3 18.2010 | −21 1985  |
| Record de chaleur (°C) date du record            | 17,5 27.2016 | 22,5 27.2019 | 24 13.2012  | 28 14.2015 | 33,8 22.2022 | 38 27.2019 | 38,6 30.1983 | 38,5 07.2020 | 35 16.1987 | 29,5 03.2011 | 22,5 20.1994 | 19 28.1983    | 38,6 1983 |
| Précipitations (mm)                              | 62,2         | 48,5         | 47,5        | 72,6       | 80,3         | 66,8       | 51,5         | 66,7         | 80,7       | 85,5         | 87,6         | 68,1          | 818       |
| dont nombre de jours avec précipitations ≥ 1 mm  | 9,5          | 7,9          | 7,9         | 9,7        | 9,3          | 7,6        | 5,6          | 6,9          | 7,4        | 9,4          | 10           | 9,8           | 101,1     |
| dont nombre de jours avec précipitations ≥ 5 mm  | 4            | 3,2          | 3,3         | 4,6        | 4,9          | 3,8        | 3,2          | 3,8          | 3,9        | 5            | 5,2          | 4             | 49        |
| dont nombre de jours avec précipitations ≥ 10 mm | 1,9          | 1,7          | 1,5         | 2,3        | 2,7          | 2,4        | 1,8          | 2,5          | 2,6        | 2,8          | 2,7          | 2,1           | 27,1      |

### Milieux naturels et biodiversité

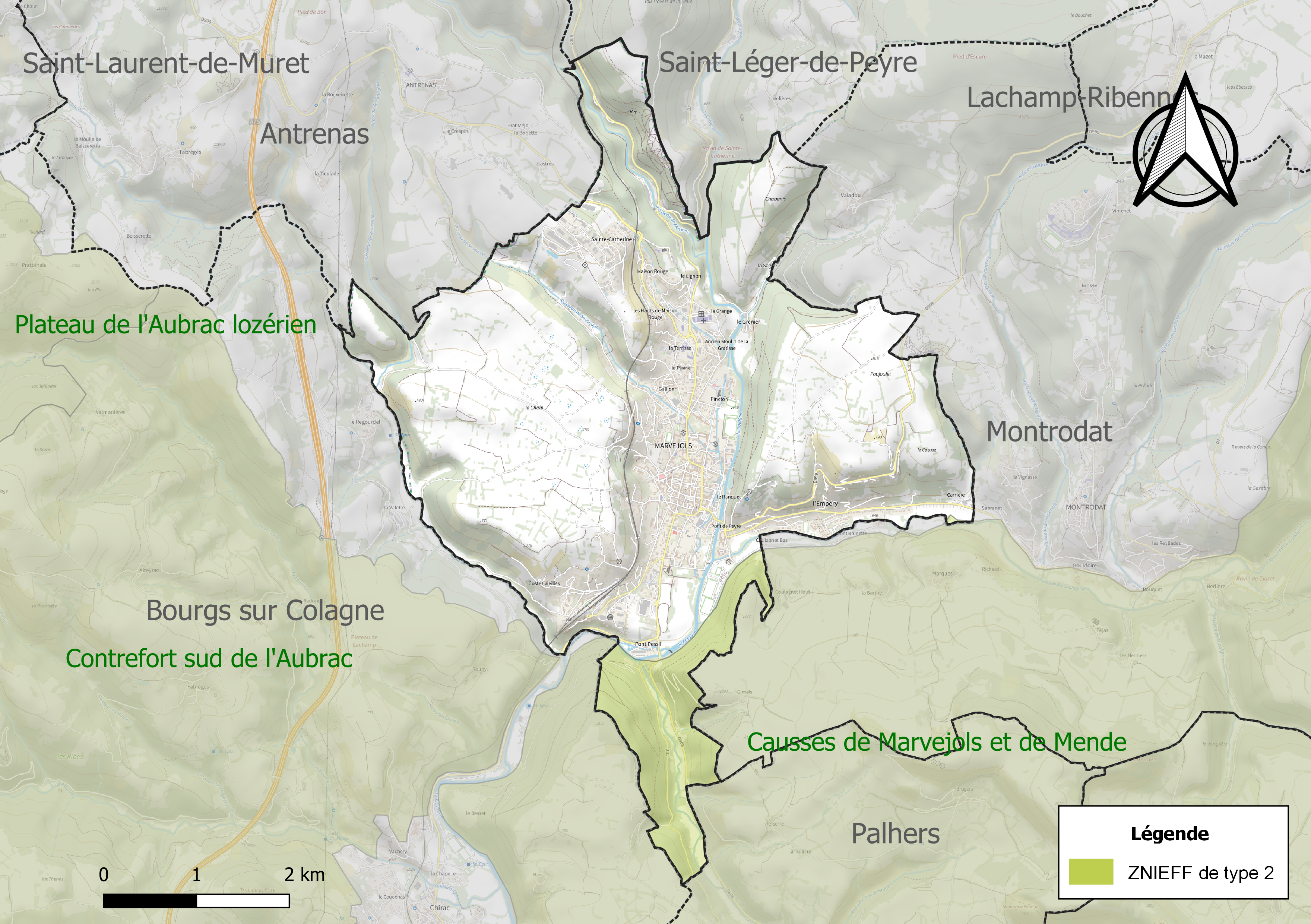
Carte de la ZNIEFF de type 2 localisée sur la commune.

L’inventaire des zones naturelles d'intérêt écologique, faunistique et floristique (ZNIEFF) a pour objectif de réaliser une couverture des zones les plus intéressantes sur le plan écologique, essentiellement dans la perspective d’améliorer la connaissance du patrimoine naturel national et de fournir aux différents décideurs un outil d’aide à la prise en compte de l’environnement dans l’aménagement du territoire.
Une ZNIEFF de type 2 est recensée sur la commune :
les « causses de Marvejols et de Mende » (18 190 ha), couvrant 24 communes du département.

## Urbanisme

### Typologie
Au 1er janvier 2024, Marvejols est catégorisée bourg rural, selon la nouvelle grille communale de densité à sept niveaux définie par l'Insee en 2022.
Elle appartient à l'unité urbaine de Marvejols, une agglomération intra-départementale regroupant deux  communes, dont elle est ville-centre,,. Par ailleurs la commune fait partie de l'aire d'attraction de Marvejols, dont elle est la commune-centre,. Cette aire, qui regroupe 10 communes, est catégorisée dans les aires de moins de 50 000 habitants,.

### Occupation des sols

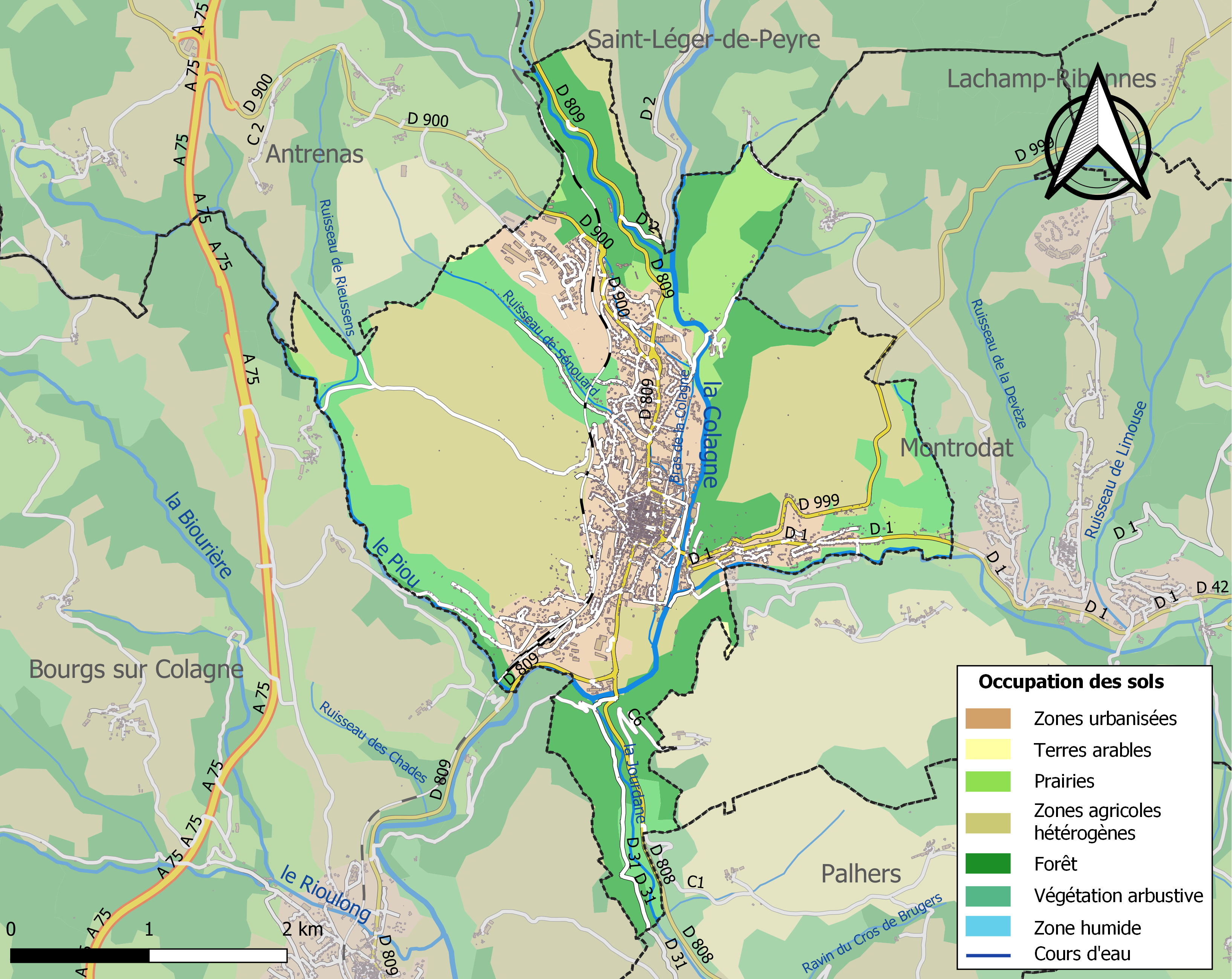
Carte des infrastructures et de l'occupation des sols de la commune en 2018 (CLC).

L'occupation des sols de la commune, telle qu'elle ressort de la base de données européenne d’occupation biophysique des sols Corine Land Cover (CLC), est marquée par l'importance des territoires agricoles (42,4 % en 2018), en diminution par rapport à 1990 (44,9 %). La répartition détaillée en 2018 est la suivante : 
zones agricoles hétérogènes (35,3 %), forêts (21,4 %), zones urbanisées (20,2 %), milieux à végétation arbustive et/ou herbacée (13,6 %), prairies (6,9 %), zones industrielles ou commerciales et réseaux de communication (2,5 %), terres arables (0,2 %). L'évolution de l’occupation des sols de la commune et de ses infrastructures peut être observée sur les différentes représentations cartographiques du territoire : la carte de Cassini (XVIIIe siècle), la carte d'état-major (1820-1866) et les cartes ou photos aériennes de l'IGN pour la période actuelle (1950 à aujourd'hui).

### Risques majeurs
Le territoire de la commune de Marvejols est vulnérable à différents aléas naturels : météorologiques (tempête, orage, neige, grand froid, canicule ou sécheresse), inondations, feux de forêts, mouvements de terrains et séisme (sismicité faible). Il est également exposé à deux risques technologiques,  le transport de matières dangereuses et la rupture d'un barrage, et à un risque particulier : le risque de radon. Un site publié par le BRGM permet d'évaluer simplement et rapidement les risques d'un bien localisé soit par son adresse soit par le numéro de sa parcelle.

#### Risques naturels
La commune fait partie du territoire à risques importants d'inondation (TRI) de Mende-Marvejols, regroupant 17 communes concernées par un risque de débordement du Lot et de la Colagne ainsi que de certains de leurs affluents, un des 18 TRI qui ont été arrêtés fin 2012 sur le bassin Adour-Garonne. Les événements antérieurs à 2014 les plus significatifs sont les crues du 5 novembre 1994, une crue cévenole de référence (3,95 m mesurés à Mende), et des 4 et 5 décembre 2003, une crue méditerranéenne (3,80 m mesurés à Mende). Des cartes des surfaces inondables ont été établies pour trois scénarios : fréquent (crue de temps de retour de 10 ans à 30 ans), moyen (temps de retour de 100 ans à 300 ans) et extrême (temps de retour de l'ordre de 1 000 ans, qui met en défaut tout système de protection). La commune a été reconnue en état de catastrophe naturelle au titre des dommages causés par les inondations et coulées de boue survenues en 1982, 1994, 1995 et 2003,.
Marvejols est exposée au risque de feu de forêt. Un plan départemental de protection des forêts contre les incendies (PDPFCI) a été approuvé en décembre 2014 pour la période 2014-2023. Les mesures individuelles de prévention contre les incendies sont précisées par divers arrêtés préfectoraux et s’appliquent dans les zones exposées aux incendies de forêt et à moins de 200 mètres de celles-ci. L’arrêté du 23 mars 2018, complété par un arrêté de 2020, réglemente l'emploi du feu en interdisant notamment d’apporter du feu, de fumer et de jeter des mégots de cigarette dans les espaces sensibles et sur les voies qui les traversent sous peine de sanctions. L'arrêté du 23 août 2021, abrogeant un arrêté de 2002, rend le débroussaillement obligatoire, incombant au propriétaire ou ayant droit,,.

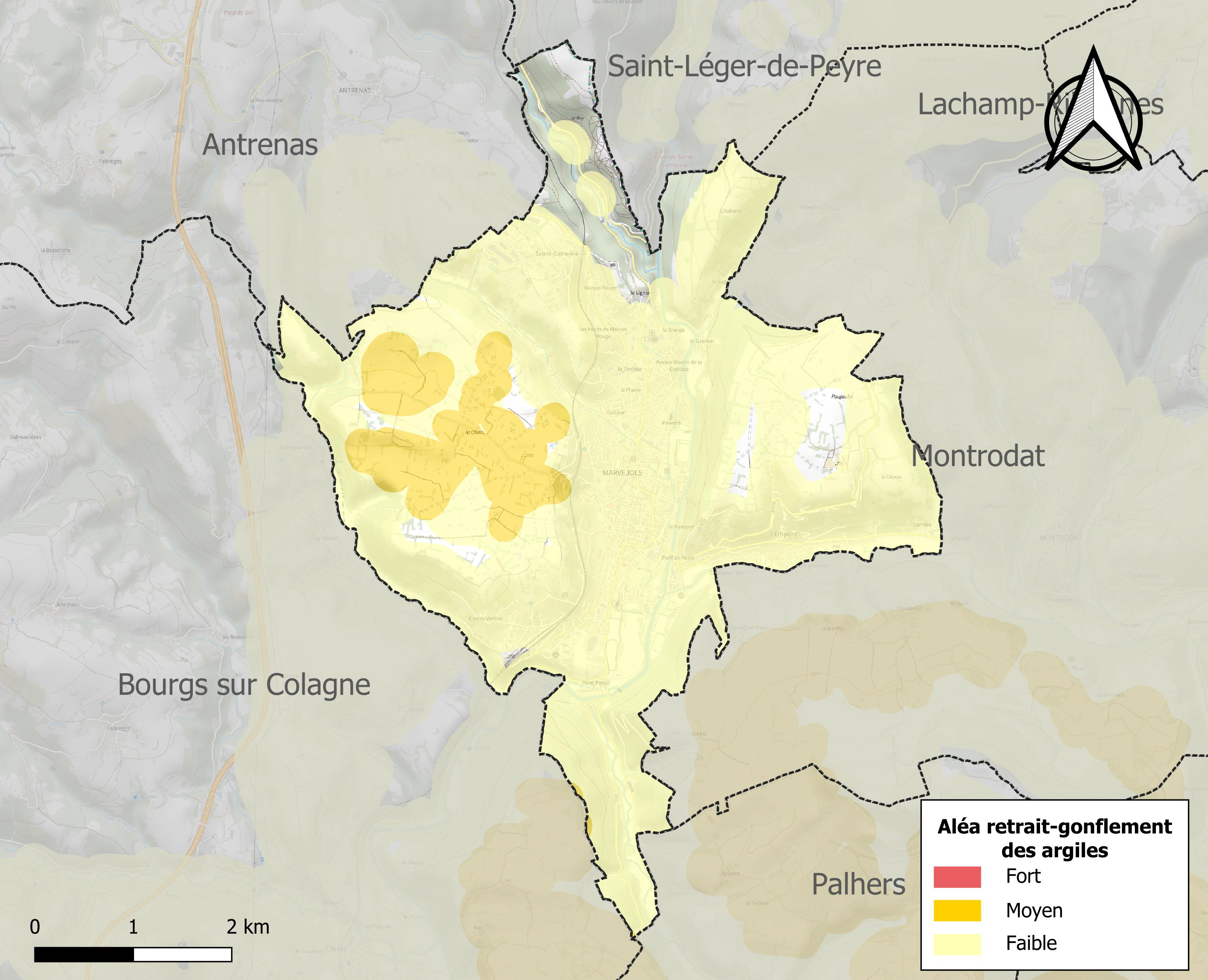
Carte des zones d'aléa retrait-gonflement des sols argileux de Marvejols.

Les mouvements de terrains susceptibles de se produire sur la commune sont des affaissements et effondrements liés aux cavités souterraines (hors mines), des éboulements, chutes de pierres et de blocs et des tassements différentiels. Par ailleurs, afin de mieux appréhender le risque d’affaissement de terrain, l'inventaire national des cavités souterraines permet de localiser celles situées sur la commune.
Le retrait-gonflement des sols argileux est susceptible d'engendrer des dommages importants aux bâtiments en cas d’alternance de périodes de sécheresse et de pluie. 11,1 % de la superficie communale est en aléa moyen ou fort (15,8 % au niveau départemental et 48,5 % au niveau national). Sur les 1 466 bâtiments dénombrés sur la commune en 2019,  aucun n'est en aléa moyen ou fort, à comparer aux 14 % au niveau départemental et 54 % au niveau national. Une cartographie de l'exposition du territoire national au retrait gonflement des sols argileux est disponible sur le site du BRGM,.
Par ailleurs, afin de mieux appréhender le risque d’affaissement de terrain, l'inventaire national des cavités souterraines permet de localiser celles situées sur la commune.

#### Risques technologiques
Le risque de transport de matières dangereuses sur la commune est lié à sa traversée par des infrastructures routières ou ferroviaires importantes ou la présence d'une canalisation de transport d'hydrocarbures. Un accident se produisant sur de telles infrastructures est susceptible d’avoir des effets graves sur les biens, les personnes ou l'environnement, selon la nature du matériau transporté. Des dispositions d’urbanisme peuvent être préconisées en conséquence.
La commune est en outre située en aval du barrage du Charpal, un ouvrage de classe B. À ce titre elle est susceptible d’être touchée par l’onde de submersion consécutive à la rupture d'un de ces ouvrages.

#### Risque particulier
Dans plusieurs parties du territoire national, le radon, accumulé dans certains logements ou autres locaux, peut constituer une source significative d’exposition de la population aux rayonnements ionisants. Certaines communes du département sont concernées par le risque radon à un niveau plus ou moins élevé. Selon la classification de 2018, la commune de Marvejols est classée en zone 3, à savoir zone à potentiel radon significatif.

## Toponymie
Les mentions anciennes de Marvejols sont : Marojol, Marojulia en 1060, Marojolum 1250, Marologium 1259. Le nom est orthographié Maruejol dans certains documents du XVIIIe siècle. Le nom occitan est Maruèjols.
Étymologie proposée par Ernest Nègre : mot composé gauloise maro- "grand" + -ô-ialo "clairière, village", -ô-ialo devient -uèjoul (-oul atone) dans une région qui va du Cantal - P. de Dôme au nord à l'Aude - Gard au sud, et enfin uèjoul a été francisé en -véjols. Le nom de Marvéjols signifierait "La grande clairière". Il correspond dans le nord de la France aux Mareil, Mareuil, etc.

## Histoire

### Époque préhistorique
Le musée archéologique municipal possède dans ses collections des silex taillés caractéristiques du paléolithique moyen qui font remonter les premières implantations humaines autour de 400 000 ans avant notre ère, à l'époque de l'homme de Tautavel. La place Girou abrite un menhir provenant du site mégalithique du plateau de Poujoulet, situé au-dessus de Marvejols.

### Époque gauloise et gallo-romaine
Le musée archéologique municipal contient des monnaies grecques dont la découverte dans un site daté du IVe siècle av. J.-C. permet d'avancer l'hypothèse d'un commerce probable avec Marseille dès cette époque.
À l'époque romaine, la capitale du futur Gévaudan est Anderitum, puis Gabalum, après la réorganisation de la Gaule en cités par le pouvoir romain, forme qui donnera Javols.
Grégoire de Tours note que l'un des lieux de défense le plus important des Gabales est le castrum Gredonense, sur le truc de Grèzes. Marvejols est située à proximité de ces lieux importants de la vie gabale.

### Moyen Âge
Au XIe siècle, Marvejols est un petit bourg situé près de Grèzes, de son puissant château et du prieuré-monastère du Monastier fondé en 1060. Tout comme Chirac et La Canourgue par exemple, Marvejols appartient à la vicomté de Grèzes, propriété successive des comtes de Toulouse, de l'évêque de Mende, des comtes de Barcelone, des rois d'Aragon et du royaume de France. Le bourg est également à proximité du roc de Peyre où se dresse le château principal de la baronnie du même nom, dont Marvejols fait partie.
L'essor de la ville intervient peu avant l'an 1307, date de la signature de l'acte de paréage entre Guillaume VI Durand, évêque de Mende, et Philippe IV, roi de France. Cet acte sépare le Gévaudan en trois zones : la terre des évêques, la terre du roi et la terre commune. Les évêques sont tout-puissants en Gévaudan depuis la Bulle d'Or royale de 1161 obtenue par Aldebert III du Tournel. Les évêques sont ainsi comtes du Gévaudan au moment de la signature du paréage. Mende, capitale du Gévaudan, sera le centre des terres de l'évêque, Marvejols devient alors la capitale administrative des terres du roi de France en Gévaudan.

### Renaissance
La ville de Marvejols est vraisemblablement fortifiée dans les années 1360. La muraille dispose alors de trois portes : Soubeyran, Hôpital et Théron. En mars 1481, le roi Louis XI assura sa protection royale par ses lettres patentes.
Au XVIe siècle, avec l'arrivée de la Réforme, la ville se convertit au protestantisme sous l'impulsion de ses barons, les Peyre. En 1568, un décompte montre que les huguenots représentent la quasi-totalité de la population de Saint-Léger-de-Peyre et le quart de celle de Marvejols. Outre les nobles et les notables, ce sont surtout des artisans et marchands liés aux métiers de la laine qui sont devenus protestants, sans doute au contact des Cévenols, très tôt gagnés au protestantisme, avec lesquels ils commercent.
Au lendemain du massacre de la Saint-Barthélemy et du meurtre d'Astorg de Peyre, Marvejols est prise et mise en état de défense par les protestants. La ville prend ainsi parti pour Henri de Navarre, futur roi Henri IV. Matthieu Merle, engagé par la veuve du baron pour venger son mari, en fait un de ses points de départ dans sa conquête du Gévaudan. Le 5 juin 1585, une troupe catholique tente de prendre la cité par la ruse mais échoue. Lors des ripostes contre les huguenots menées par l'amiral Anne de Joyeuse, la ville est incendiée en 1586. De la petite ville des bords de la Colagne, il ne reste presque rien après le passage de Joyeuse, qui l'a méticuleusement rasée. Cinq mille habitants, catholiques comme huguenots, sont indistinctement massacrés lors de la prise de la ville.

### XVIeetXVIIesiècles
À partir de 1589, Henri IV apporte son soutien aux habitants de la ville pour qu'ils puissent reconstruire la cité. Si le Gévaudan voit ses impôts augmenter afin de rembourser les dépenses de Joyeuse, Marvejols en est exempté. En 1601, la ville a été entièrement reconstruite. Les habitants gardent à partir de cette date une grande estime pour le roi Henri IV, qui aurait déboursé 55 000 livres pour reconstruire la ville. Marvejols devient une place de sûreté dont la défense est accordée aux protestants dans le cadre de l'édit de Nantes. Mais la ville est assez éloignée des autres régions protestantes comme les Cévennes. En 1630, l'évêque de Mende, Silvestre de Cruzy de Marcillac, venu en visite pastorale, prend la tête d’une troupe de plus de deux cents émeutiers et dirige le saccage du temple protestant. Dès lors, le déclin de l’Église réformée marvejolaise s’engage. Les notables protestants abjurent ou quittent la ville. Lors de la révocation de l'édit de Nantes en juin 1685, le culte protestant est interdit, le temple fermé et bientôt détruit. Sur la place Girou, localisation de l'ancien temple protestant, se trouve une plaque portant la mention : « Sur cette place s'élevait le temple de Marvejols 1601-1685 ».
La grande épidémie de peste du Gévaudan, qui fait suite à l'épidémie qui a affecté Marseille en 1720, touche Marvejols en 1721-1722, y faisant de l'ordre de 1 600 victimes, soit 53,5 % de la population.
Son statut de ville royale vaut à Marvejols de regrouper les « grandes familles » de notables et de nobles lozériens. Ces noms participent à la construction historique du pays. Certains existent toujours aujourd'hui à Marvejols.

### XIXeetXXesiècles

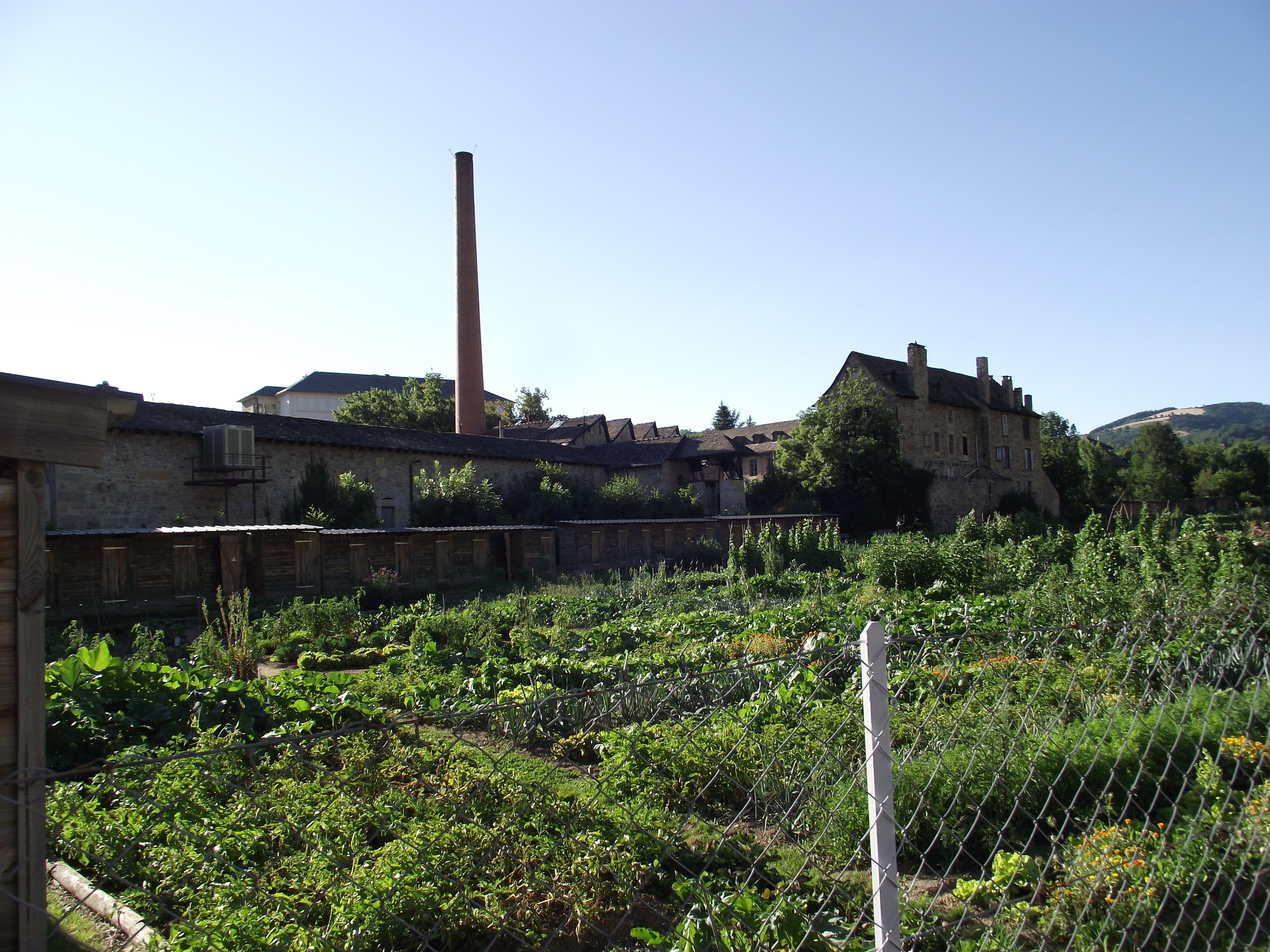
Les anciennes usines textiles et les jardins ouvriers.

Dès le début du XIXe siècle, de nombreuses initiatives, prolongeant une longue tradition d'artisanat textile, aboutissent à la construction de manufactures qui apportent une certaine prospérité à la ville. En 1850, la ville compte quatre filatures, quatre foulons et trois teintureries employant six cents ouvriers. Tous ces établissements industriels mettent à profit les eaux de la Colagne et du béal qui lui est associé. La production, traditionnellement composée de serge et de cadis, se spécialise avec le temps dans la fabrication de draps pour l'armée et d'étoffes pour les congrégations religieuses.
Toutefois, après le pic de production de 1850, l'industrie textile marvejolaise connaît un lent déclin durant toute la seconde moitié du XIXe siècle et le début du XXe siècle, subissant une concurrence accrue et déployant peu d'innovations pour y faire face. La dernière manufacture ferme en 1959. Restent les grandes bâtisses avec leurs hautes cheminées qui bordent le béal, témoins d'une révolution industrielle qui n'aura duré qu'un siècle.
En 1976-1977, les élus participent à la désobéissance civile qui domine le mouvement de contestation du barrage de Naussac, et son  importante mobilisation des élus locaux,. La commune est alors une des premières, avec Orgosolo en Sardaigne ou Cervières (Hautes-Alpes), à participer à la révolte non-violente des agriculteurs pour leurs terres des années 1970, sur le mode de la désobéissance civile.

### XXIesiècle
Après le déclin de l'industrie textile, l'activité se concentre surtout dans le secteur sanitaire et social avec une douzaine d'établissements spécialisés dans le handicap. L'industrie n'est toutefois pas absente avec la présence de quelques petites entreprises (tannerie, abattoir agréé U.E, fabricant de pièces électroniques). Par ailleurs, la ville se situe au carrefour de zones touristiques assez fréquentées (Aubrac, gorges du Tarn), ce qui est susceptible d'apporter un surcroît d'activité pendant la saison estivale.
En 2014-2015, la ville connaît un surendettement important causé par des emprunts, une baisse des dotations de l'État et des retours sur investissement plus faibles que prévu. À la suite de la révélation et d'accusations graves sur l'état des finances de la commune le 19 mai 2015 par le nouveau maire, l'ancien maire de la ville, Jean Roujon, se suicide le 1er juin 2015.

## Politique et administration
Marvejols fut chef-lieu de district de 1790 à 1795 et d'arrondissement de 1800 à 1926.
En 2000, le Conseil de l'Europe remet a la ville de Marvejols le Prix de l'Europe, en recompense d'un jumelage exemplaire avec Cockermouth, ville du comté de Cumbria, au Royaume-Uni.
Voir le site du jumelage : www.jumelage-marvejols-cockermouth.fr pour plus d'informations.

### Tendances politiques et résultats
l

### Liste des maires

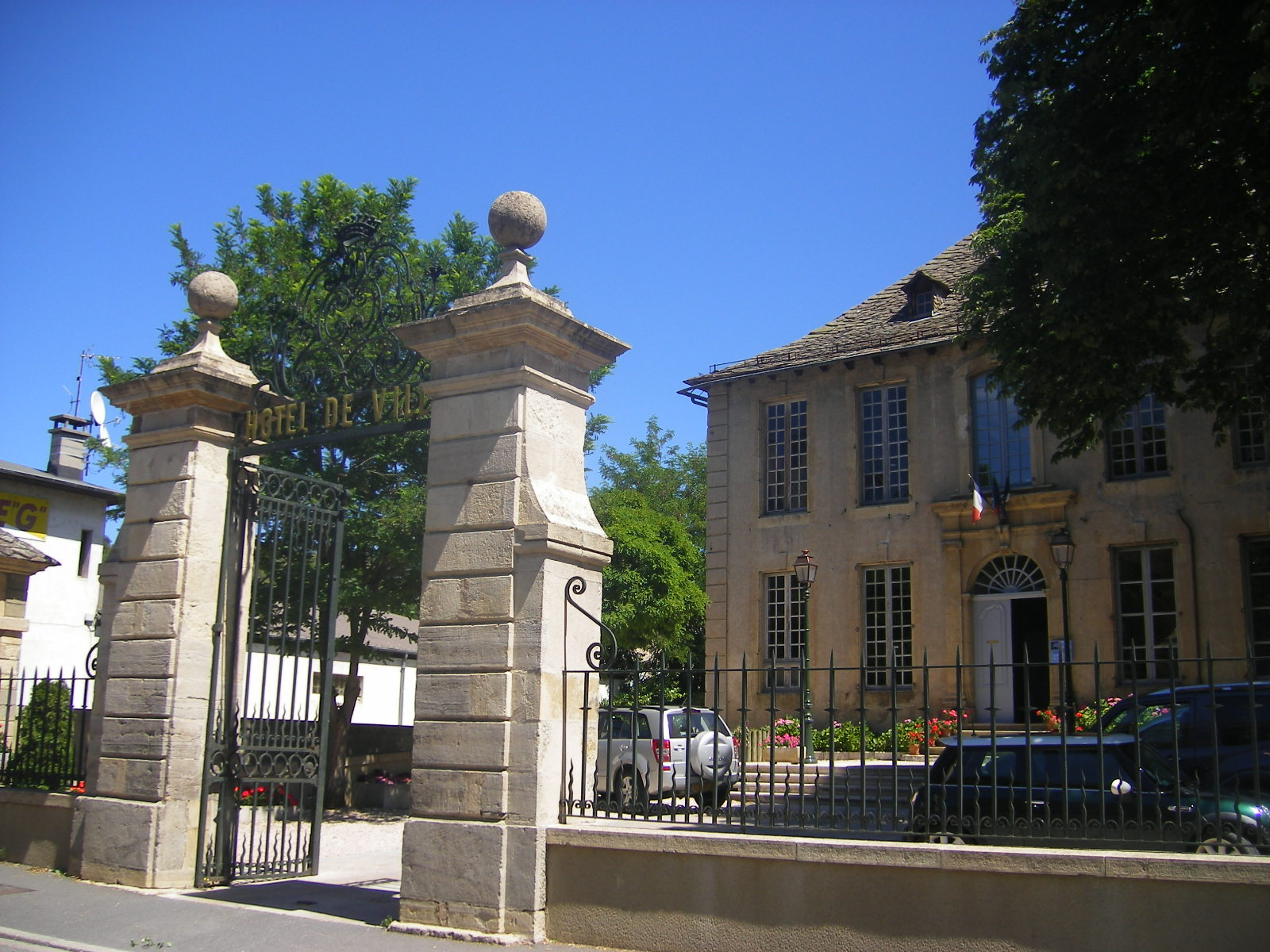
L'hôtel de ville.

| Période          | Période               | Identité                | Étiquette    | Qualité                                                                                                |
| ---------------- | --------------------- | ----------------------- | ------------ | --- |
| juin 1944        | août 1944             | Eugène Brossier         |              | |
| août 1944        | novembre 1947         | Antoine Podevigne       |              | |
| novembre 1947    | décembre 1951         | Jean Roujon             |              | Président du conseil général (1945-1953)                                                               |
| décembre 1951    | mai 1953              | Marcel Buc              |              | |
| mai 1953         | mars 1965             | Gilbert de Chambrun     | UP           | |
| mars 1965        | avril 1971            | Jules Roujon            | RI           | Président du conseil général (1967-1974), Sénateur (1974-1985)                                         |
| avril 1971       | mars 1983             | Gilbert de Chambrun     | UP           | |
| mars 1983        | 27 mai 1985           | Jules Roujon            | RI           | Président du conseil général (1967-1974), Sénateur (1974-1985)                                         |
| juin 1985        | juin 1995             | Georges Meissonnier     | RPR          | Conseiller régional de 1998 à 2004                                                                     |
| juin 1995        | mars 2014             | Jean Roujon             | UMP puis DVD | Président de la CC du Gévaudan (2001 → 2014), Conseiller général (1985 → 2015) du canton de Marvejols  |
| 29 mars 2014     | août 2015 (démission) | Jean-François Deloustal | UMP puis LR  | |
| 14 novembre 2015 | mai 2020              | Marcel Merle            | PS           | 1er vice-président de la communauté de communes                                                        |
| 23 mai 2020      | En cours              | Patricia Brémond        | DVG          | Présidente de la CC du Gévaudan (2020 → ), Conseillère départementale (2015 → ) du canton de Marvejols |

### Intercommunalité
Marvejols appartient à la communauté de communes du Gévaudan, créée le 30 décembre 2003. Cette communauté regroupe douze communes autour de la ville qui en est le siège. Elle a permis le transfert de certaines compétences : aménagement rural, collecte des déchets des ménages et déchets assimilés, création, aménagement, entretien et gestion de zone d'activités industrielle, commerciale, tertiaire, artisanale ou touristique, opération programmée d'amélioration de l'habitat (OPAH), tourisme, traitement des déchets des ménages et déchets assimilés.

### Découpage administratif
Marvejols est le bureau centralisateur du canton de Marvejols.
| Canton de Marvejols            | Canton de Marvejols                                  | Canton de Marvejols                           |
| ------------------------------ | ---------------------------------------------------- | --------------------------------------------- |
| Canton de Marvejols avant 2015 | - Antrenas - Lachamp - Marvejols - Recoules-de-Fumas | - Ribennes - Saint-Léger-de-Peyre - Servières |

### Jumelages
- Cockermouth (Royaume-Uni) depuis 1983
- Siby (Burkina Faso) depuis 2013

## Population et société

### Démographie

#### Évolution démographique
L'évolution du nombre d'habitants est connue à travers les recensements de la population effectués dans la commune depuis 1793. Pour les communes de moins de 10 000 habitants, une enquête de recensement portant sur toute la population est réalisée tous les cinq ans, les populations de référence des années intermédiaires étant quant à elles estimées par interpolation ou extrapolation. Pour la commune, le premier recensement exhaustif entrant dans le cadre du nouveau dispositif a été réalisé en 2008.

En 2022, la commune comptait 4 752 habitants, en évolution de −0,5 % par rapport à 2016 (Lozère : +0,11 %, France hors Mayotte : +2,11 %).
| 1793  | 1800  | 1806  | 1821  | 1831  | 1836  | 1841  | 1846  | 1851  |
| ----- | ----- | ----- | ----- | ----- | ----- | ----- | ----- | ----- |
| 3 300 | 3 611 | 3 207 | 3 294 | 3 885 | 4 025 | 4 000 | 4 211 | 4 386 |

| 1856  | 1861  | 1866  | 1872  | 1876  | 1881  | 1886  | 1891  | 1896  |
| ----- | ----- | ----- | ----- | ----- | ----- | ----- | ----- | ----- |
| 4 730 | 4 986 | 5 046 | 4 734 | 4 884 | 5 650 | 5 113 | 4 672 | 4 159 |

| 1901  | 1906  | 1911  | 1921  | 1926  | 1931  | 1936  | 1946  | 1954  |
| ----- | ----- | ----- | ----- | ----- | ----- | ----- | ----- | ----- |
| 3 955 | 3 643 | 3 907 | 3 813 | 3 888 | 3 901 | 3 831 | 3 700 | 3 610 |

| 1962  | 1968  | 1975  | 1982  | 1990  | 1999  | 2006  | 2008  | 2013  |
| ----- | ----- | ----- | ----- | ----- | ----- | ----- | ----- | ----- |
| 3 934 | 4 490 | 5 296 | 5 573 | 5 476 | 5 501 | 5 132 | 5 011 | 4 907 |

| 2018  | 2022  | - | - | - | - | - | - | - |
| ----- | ----- | - | - | - | - | - | - | - |
| 4 667 | 4 752 | - | - | - | - | - | - | - |

Depuis une trentaine d'années un fort mouvement de rurbanisation se produit autour de Marvejols, qui se traduit par une stagnation voire une régression de la population de la ville-centre et au contraire par une forte progression des communes limitrophes. Ainsi, Marvejols voit sa population s'éroder doucement au profit de certaines communes avoisinantes comme Chirac (qui a gagné 400 habitants en trente ans, passant de 700 habitants à 1 100) et surtout Montrodat, qui est passé de 236 habitants en 1968 à 1 200 aujourd'hui. Ainsi, prise globalement, l'agglomération de Marvejols n'a pas perdu d'habitants ces dernières années mais au contraire en a gagné. Marvejols et ses trois communes périurbaines satellites (Chirac, Le Monastier, Montrodat) totalisent en 2011 8 274 habitants (contre 7 253 en 1975).

#### Pyramide des âges
La population de la commune est plus âgée que celle du département. En 2020, le taux de personnes d'un âge inférieur à 30 ans s'élève à 28,5 %, soit un taux inférieur à la moyenne départementale (29,7 %). À l'inverse, le taux de personnes d'un âge supérieur à 60 ans (36,9 %) est supérieur au taux départemental (33,1 %).
En 2020, la commune comptait 2 208 hommes pour 2 505 femmes, soit un taux de 53,15 % de femmes, supérieur au taux départemental (50,11 %).
Les pyramides des âges de la commune et du département s'établissent comme suit :
| Hommes | Classe d’âge | Femmes |
| ------ | ------------ | ------ |
| 1,4    | 90 ou +      | 3,9    |
| 11,8   | 75-89 ans    | 15,6   |
| 19,5   | 60-74 ans    | 21,2   |
| 20,5   | 45-59 ans    | 19,3   |
| 16,4   | 30-44 ans    | 13,4   |
| 17,4   | 15-29 ans    | 13,7   |
| 12,9   | 0-14 ans     | 13     |

| Hommes | Classe d’âge | Femmes |
| ------ | ------------ | ------ |
| 1      | 90 ou +      | 2,8    |
| 9,1    | 75-89 ans    | 11,8   |
| 21,6   | 60-74 ans    | 21,1   |
| 21,5   | 45-59 ans    | 20,2   |
| 16,3   | 30-44 ans    | 15,9   |
| 15,5   | 15-29 ans    | 13,6   |
| 15     | 0-14 ans     | 14,6   |

### Manifestations culturelles et festivités

Croix occitane.

Espoir Oc est une association loi de 1901, créée il y a une vingtaine d'années avec pour objectif de promouvoir et de développer la langue et la culture occitane. Elle est située à Marvejols et y organise, chaque premier weekend du mois de juillet, un weekend sur le thème des traditions passées, ponctué par deux temps forts : le repas du samedi soir à base de produits du terroir qui se termine par un bal et la messe en occitan, le dimanche matin.
Il y a aussi un festival pluridisciplinaire l'été vers la mi-juillet, le MarveLoz' Pop Festival. Un événement culturel organisé par l'association Les formicables, dont la thématique tourne autour de la notion de "Vintage". La ville vit ainsi trois jours dans l'univers inspiré des trente glorieuses avec une programmation artistique allant du cinéma à la musique en passant par les arts de rue.
Enfin une partie du film 37°2 le matin y fut tournée.

## Économie

### Revenus
En 2018, la commune compte 2 159 ménages fiscaux, regroupant 4 237 personnes. La médiane du revenu disponible par unité de consommation est de 20 580 € (20 420 € dans le département). 45 % des ménages fiscaux sont imposés (43,2 % dans le département).

### Emploi
|                | 2008  | 2013  | 2018  |
| -------------- | ----- | ----- | ----- |
| Commune        | 4,7 % | 8,5 % | 7,9 % |
| Département    | 5 %   | 6,4 % | 7,1 % |
| France entière | 8,3 % | 10 %  | 10 %  |

En 2018, la population âgée de 15 à 64 ans s'élève à 2 680 personnes, parmi lesquelles on compte 71,9 % d'actifs (64 % ayant un emploi et 7,9 % de chômeurs) et 28,1 % d'inactifs,. En  2018, le taux de chômage communal (au sens du recensement) des 15-64 ans est supérieur à celui du département, mais inférieur à celui de la France, alors qu'il était inférieur à celui du département et de la France en 2008.
La commune est la commune-centre de l'aire d'attraction de Marvejols,. Elle compte 2 662 emplois en 2018, contre 2 937 en 2013 et 2 887 en 2008. Le nombre d'actifs ayant un emploi résidant dans la commune est de 1 740, soit un indicateur de concentration d'emploi de 153 % et un taux d'activité parmi les 15 ans ou plus de 48 %.
Sur ces 1 740 actifs de 15 ans ou plus ayant un emploi, 1 035 travaillent dans la commune, soit 60 % des habitants. Pour se rendre au travail, 71,3 % des habitants utilisent un véhicule personnel ou de fonction à quatre roues, 7,9 % les transports en commun, 17,2 % s'y rendent en deux-roues, à vélo ou à pied et 3,6 % n'ont pas besoin de transport (travail au domicile).

## Culture locale et patrimoine

### Lieux et monuments

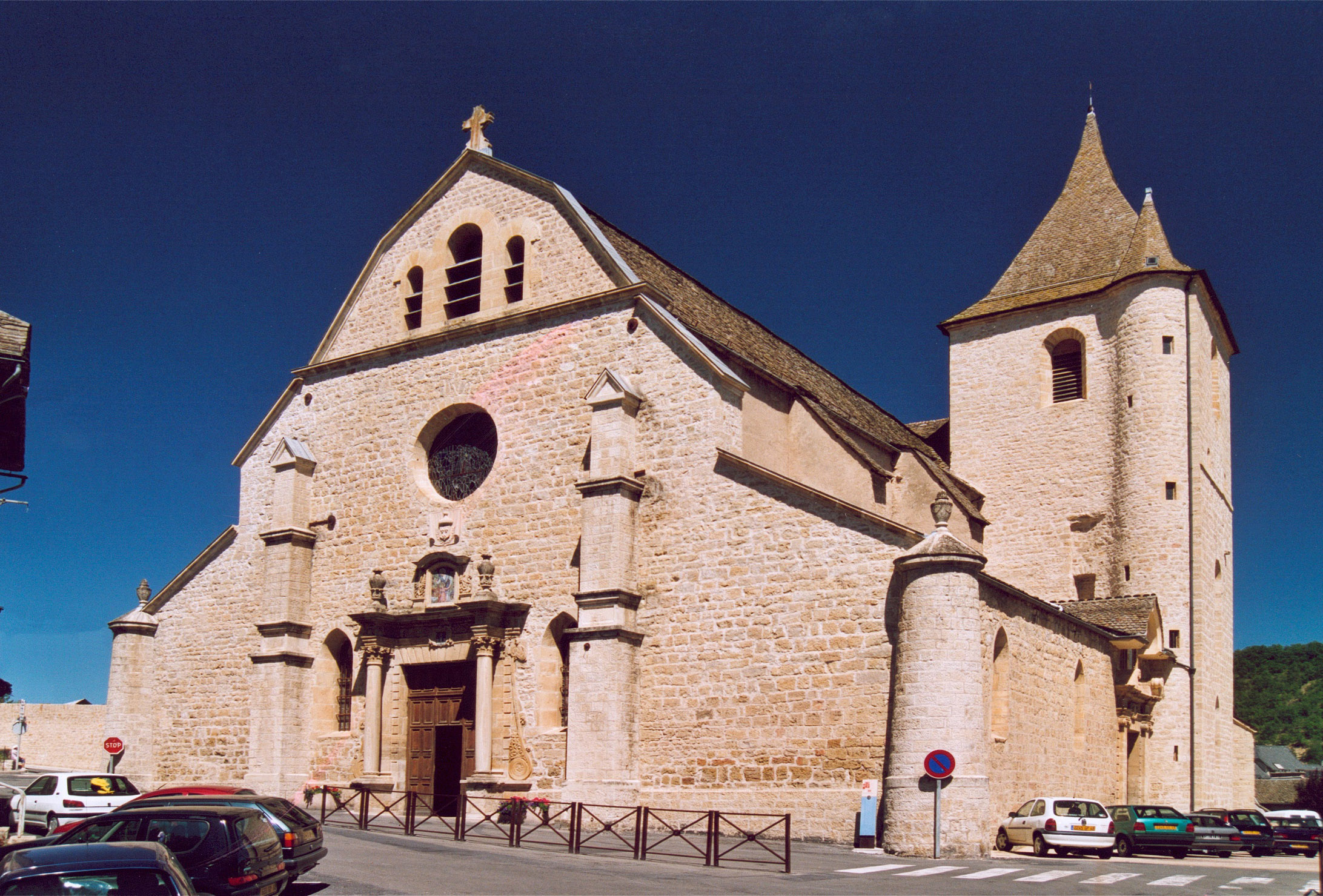
La collégiale Notre-Dame-de-la-Carce.

#### Les trois portes fortifiées
- La porte de Soubeyran : une porte datant du XIVe siècle. Malgré des réparations effectuées au XVIIe siècle, elle conserve son allure médiévale.
- La porte de Chanelles.
- La porte du Thérond.

#### Bâtiments religieux
- La collégiale Notre-Dame-de-la-Carce datant de la fin du XIIIe siècle est devenue collégiale en 1310. L'édifice a été inscrit au titre des monuments historiques en 1937[56]. De nombreux objets objets sont référencés dans la base Palissy (voir les notices liées)[56].

#### Musées
Il existe un musée archéologique dans la porte du Soubeyran. Ce petit musée présente les découvertes des fouilles effectuées autour de Marvejols. L'accès se fait par la Maison du Tourisme.

#### Autres

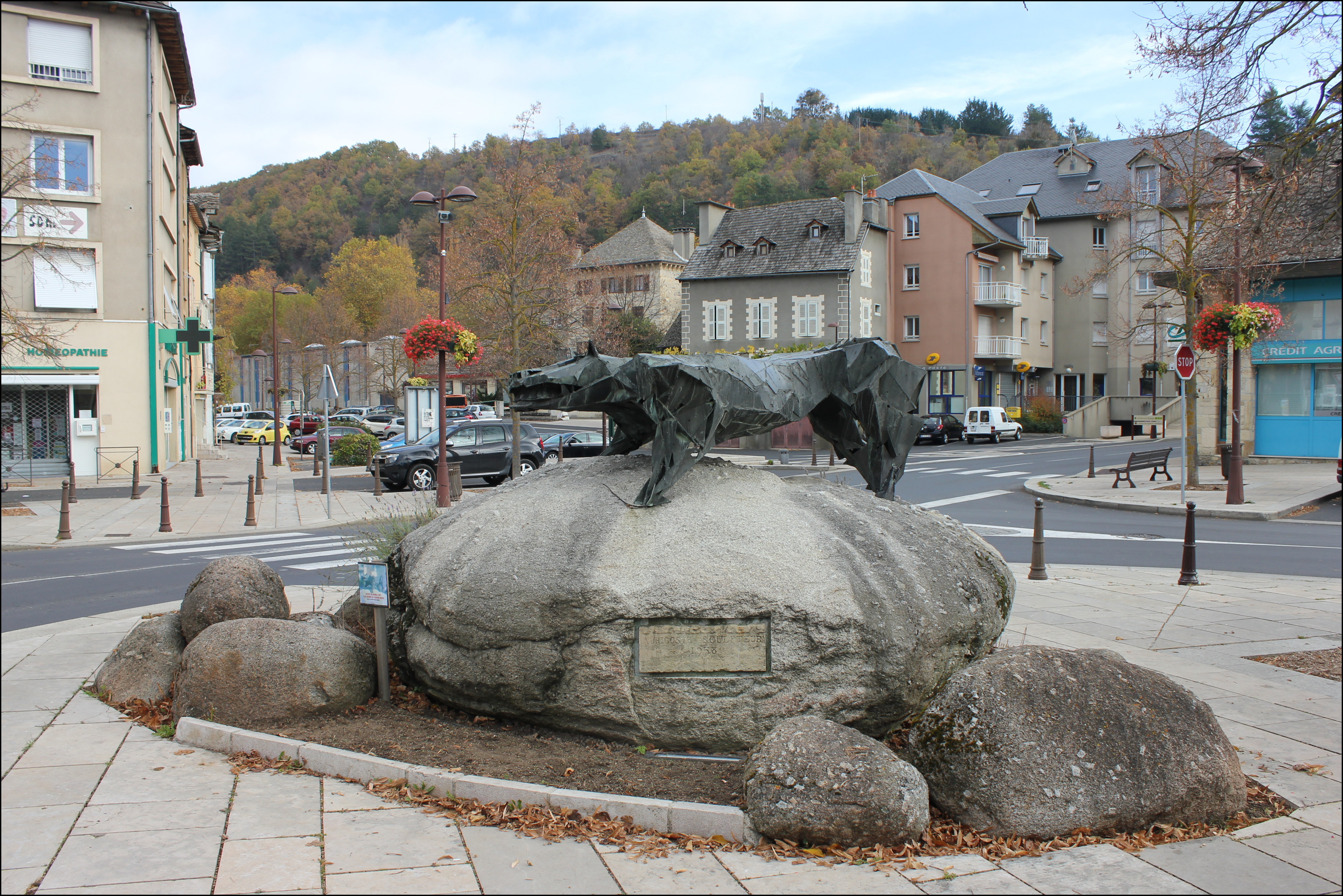
Statue de la Bête du Gévaudan par Emmanuel Auricoste.

- Aux portes de la ville, se trouvent deux sculptures de bronze d'Emmanuel Auricoste représentant Henri IV (la statue est datée sur l'une des faces du socle : « exécuté à Marvejols en 1954 ») et la Bête du Gévaudan (1958).
- Le parc à loups du Gévaudan : un parc naturel dans lequel vivent en semi-liberté plus d'une centaine de loups, créé et donné à la Lozère par Gérard Ménatory.
- Hôtel de Rouvière.
- Dolmen de Valadou.
- Site mégalithique du plateau de Poujoulet.
- Viaduc de Sénouard, construit en 1880/1881 pour la ligne de Béziers à Neussargues.

### Sites naturels
- Site de la vallée de l'Enfer au nord de la ville.
- Cascade du Régourdel à l'ouest du plateau de Lachamp.

### Personnalités liées à la commune
- Bernart Sicart, troubadour du XIIIe siècle
- Famille Giscard d'Estaing (à l'époque famille Giscard tout court), connue  depuis le mariage en 1632 de François Giscard, marchand calviniste, avec Marguerite Eimar (Marvejols 1609- Marvejols 1692)
- Jacques Molin (1666-1755), médecin français.
- Armand Blanquet du Chayla, vice-amiral français
- Pierre Guyot, homme politique né le 30 mars 1747 à Marvejols (Lozère) et décédé le 26 mai 1805 à Mende (Lozère).
- Raymond Sévène, seigneur de Limouze et du Mazet, né le 5 avril 1748 à Marvejols et mort le 6 janvier 1807 à Paris, homme politique, député de la Lozère en 1791-1792.
- Pierre Barthélémy Joseph, baron de Nogaret, 1762-1841, homme politique français et haut fonctionnaire des XVIIIe et XIXe siècles
- Étienne Blanquet de Rouville, 1768-1838, évêque de Numidie, évêque auxiliaire de Reims
- Ernest de Framond de La Framondie, adjoint au maire et député sous la IIIe République
- Antoine Chapel d'Espinassoux (1777-1847), homme politique, député de la Lozère de 1830 à 1831.
- Charles-Louis Lavigne, 1840-1913, évêque au Malabar et à Tricomali (Sri Lanka)
- Jean-Auguste Sévène (1759-1840)
- Édouard Sévène (1761-1822), manufacturier
- Yves Rome, Député puis sénateur de l'Oise, président du conseil général de l'Oise (2004-2015)
- André Louis Pierre Rigal (1888-1955), peintre, Grand Prix de Rome
- Le groupe de musique Subway est composé de quatre filles originaires de Marvejols
- Joël Koffi, joueur de rugby professionnel
- Arsène Valette des Hermaux (1795-1868), député sous la monarchie de Juillet
- La famille Pineton de Chambrun est à l'origine d'une lignée d'hommes politiques dont :
  - Pierre de Chambrun (1865-1954), député puis sénateur de la Lozère.
  - Gilbert de Chambrun (1909-2009), fils du précédent, chef résistant, maire de Marvejols (1953-1965), député de la Lozère.
  - Charles de Chambrun (1930-2010), petit-fils de Pierre et neveu de Gilbert de Chambrun, administrateur de sociétés, maire de Montrodat (Lozère). Député de la Lozère de 1962 à 1973, secrétaire d'État au Commerce extérieur en 1966, ensuite maire de Saint-Gilles (Gard) de 1989 à 1992 et député (Front national) du Gard de 1986 à 1988.
  - Aldebert de Chambrun (1872-1962), général et homme d'affaires français, dont le nom reste associé à la conquête du Tchad (il participe à la mission Foureau-Lamy où sa conduite lui vaut la légion d'honneur).
- Pierre Savorgnan de Brazza (1852-1905), explorateur de l'Afrique centrale et époux de Thérèse de Chambrun (1860-1948), sœur d'Aldebert ; son buste se trouve depuis 1946 dans le jardin attenant à la mairie[57].
- Yves de Kermabon, né en 1948 à Marvejols, général de corps d'armée, ancien commandant de la KFOR, commandeur de la Légion d'honneur.
- La famille Roujon donne plusieurs maires à la ville : Jean Roujon (1886-1952), industriel textile est maire pendant la guerre 39-40 puis jusqu'à sa mort. La rue accédant à la porte de Chanelles porte son nom. Son fils, Jules Roujon (1920-1985), est maire pour plusieurs mandatures dans les années 1960/1970 en alternance avec Gilbert de Chambrun. Sous sa mandature, la ville a acquis l'immeuble de l'ancienne Caisse d'Épargne pour en faire une bibliothèque qui porte son nom. Jules Roujon a été sénateur de la Lozère jusqu'à son décès en 1984. Le fils de Jules Roujon, Jean, est maire de Marvejols de 1995 à 2014.
- Charles Grandon (1691-1762), peintre.
- René Jaudon (1899-1966), peintre.

### Héraldique
| Marvejols | Le blasonnement de Marvejols est : D'azur au château de trois tours d'argent, celle du milieu plus haute, le château ouvert, ajouré et maçonné de sable, surmonté d'une main dextre vêtue d'un gantelet aussi d'argent tenant une fleur de lys d'or. La fleur de lys est la marque du statut de ville royale accordé à Marvejols par Henri IV. |